# Euaugaptilus clavatus
Euaugaptilus clavatus är en kräftdjursart som först beskrevs av Georg Ossian Sars 1907.  Euaugaptilus clavatus ingår i släktet Euaugaptilus och familjen Augaptilidae. Inga underarter finns listade i Catalogue of Life.